# 빅토르 티호노프 (1988년)
빅토르 바실리예비치 티호노프(러시아어: Ви́ктор Васи́льевич Ти́хонов, 1988년 5월 12일 ~ )는 러시아의 아이스하키 선수이다.